# La muerte de Lucano
La muerte de Lucano, obra realizada en 1887 por el pintor valenciano José Santiago Garnelo y Alda, es un óleo sobre lienzo en el que se representa la muerte del poeta romano Lucano. Gran parte de la fama de la pintura se debe a que el autor consiguió con ella la Segunda Medalla en la Exposición Nacional de Bellas Artes de Madrid, cuando Garnelo sólo tenía veinte años.

## Historia del tema
La escena corresponde a los instantes posteriores en los que el poeta romano, de procedencia hispana, Marco Anneo Lucano fallece. Este personaje, cuyo origen siempre se ha considerado cordobés, vivió entre los años 39 y 65 y fue un reconocido poeta que llegó a trabajar para el propio Nerón, siendo incluso considerado por este como uno de sus amigos. Sin embargo, poco tiempo después, el agitado temperamento del emperador romano hizo que comenzara a odiarlo, prohibiéndole así realizar poesía.
Este hecho provocó que el propio Lucano cayera en desgracia y durante los años siguientes se implicara junto a otros en un complot contra Nerón, la llamada conjura de Pisón. El descubrimiento de la trama ocasionó que el poeta fuese sometido a duros interrogatorios que le acabaron conduciendo a su sentencia, una condena a muerte cuya forma de ejecución fuese dejada a su elección. El poeta asumió su castigo y optando por el suicidio sería él mismo quién se cortaría las venas el 30 de abril del año 65. Lucano fallecería de esta trágica manera mientras recitaba unos versos en los que se narraba el final de un soldado que sufría su misma muerte. 

## Descripción de la obra
El cuadro muestra la escena en la que Lucano acaba de fallecer y varias personas de su alrededor se lamentan. El cadáver del recién fallecido se muestra sin vida horizontalmente en una especie de banqueta, mientras que el resto de figuras desconsoladas se disponen horizontalmente en torno a ella. Podemos contemplar una alternancia entre las figuras masculinas y femeninas. Igualmente también se observa una tendencia por el desnudo, estando presente en varios de los cuerpos. Aunque no sea lo predominante se podría apuntar que hay un cierto interés en el retrato psicológico. Debido a dichas características, y la alternancia de llenos y vacíos, la composición resulta muy equilibrada a ojos del espectador; hecho que se ve reforzado por el empleo de los colores, el cual va alternándose y complementándose entre los cuerpos, las figuras y los fondos. 
Aunque de carácter naturalista, podemos apuntar que la obra tiene un gusto neoclásico - según se ve en tema y composición -, aunque también se puede percibir algunos atisbos de impresionismo - comprobables en su pincelada ligera -. No en vano, la obra de José Garnelo recibe influencias de muchos estilos al tratarse de un personaje cuya vida se desarrolla entre dos siglos. Esta obra enmarcada dentro del género de la pintura de historia, uno de los temas que más cultivaría el autor, refleja también el realismo francés y la pintura de signo burgués y "pompier", que conoció durante sus estancias en Roma y París, así como la Barcelona de finales de siglo. En el cuadro también es apreciable su factura suelta y a base de grandes manchas de color, hecho que lo vincula con la tradición pictórica levantina con evidentes influencias y contactos con la obra de Sorolla y Pinazo.

La revista Garnelo nº 1 transcribe cómo fue la presentación de la obra La muerte de Lucano en el diario Las Provincias del 6 de octubre de 1866, en el cual un anónimo articulista con siglas J.M.N dejó las siguientes palabras:
"[...] Al analizar esta obra de arte, hemos visto resaltar bellezas notables de todo género, no sabiendo que elogiar más, si la soltura en la ejecución, o el acertado desarrollo del pensamiento. Grande en concebir el Sr. Garnelo, no ha vacilado en ensanchar una escena de sí pobre en recursos, para pintarnos el sentimiento en todas sus fases. Sobre el pálido cadáver de Lucano, representado en lo más lozano de su vida, se inclina llorosa una bella joven, tipo selecto de matrona romana, que nos revela el profundo pesar de la mujer que llora la terrible muerte de su esposo. Diversas figuras magistralmente agrupadas dan interés a la escena, concentrando la atención sobre el héroe del cuadro. La acertada disposición de los personajes, los atrevidos trazos de sus contornos, la sobria distribución de la luz, y la fuerza del claroscuro, dan a la obra del Sr. Garnelo un tinte sorprendente de majestad que revela las notables disposiciones que reúne habiendo, sobre todo, triunfado en la perspectiva aérea, haciéndonos ver el ambiente que vaga entre aquellas circunstancias. [...]" J.M.N en Diario Las Provincias el 6 de octubre de 1866
En definitiva la obra refleja a la perfección el gusto por los temas clásicos y melodramáticos de carácter decorativo con los que se pretendía conmover al espectador del momento.
Por último, y aunque las diferencias son evidentes, resulta necesario mencionar la relación con piezas tan conocidas como La muerte de Sócrates del neoclasicista francés Jacques-Louis David o La muerte de Viriato del pintor romántico español José de Madrazo.

## Restauración
Hasta fechas recientes, la obra (perteneciente al Museo del Prado, y que forma parte de lo que se ha dado en llamar el “Prado disperso”) estaba ubicada en el Instituto Padre Luis Coloma de Jerez de la Frontera donde se encontraba en unas condiciones deplorables. El municipio de Montilla y el Museo del Prado acometen, desde el 8 de febrero de 2018, los trabajos de restauración de la obra. Se previó que dicha actuación durase aproximadamente seis meses, tras los cuales esta obra de grandes dimensiones se expondría temporalmente en el Prado y luego se trasladaría hasta Montilla de nuevo. La cantidad económica total supone el gasto de la restauración se cubrió a medias entre el Ayuntamiento del municipio y el Prado, aportando cada uno la cifra de 21.000 €. La obra, que se encontraba en lamentables condiciones, requirió de análisis físicos, sustitución del bastidor, tratamiento de restauración (estucado, reintegración cromática, reintegración de pigmentos al barniz), tratamiento de conservación y montaje.
La obra, ya restaurada, se presentó en el Prado el 1 de octubre de 2018, y tras dos meses de exhibición se trasladará al Museo Garnelo de Montilla .

## Otros datos
Su padre, José Ramón Garnelo, profesor de medicina, pintaría también La muerte de Lucano unos años antes a su hijo. Todo apunta a que dicha obra fue realizada también con gran maestría, pero esta fue destruida en 1934 en Alcira, durante una de las numerosas revueltas en las que se vio envuelto el agitado período republicano.
En el Museo de Bellas Artes de Córdoba se conserva un boceto de La muerte de Lucano. Este consiste en un óleo sobre lienzo de 30 ⨯ 50 cm y no representa toda la escena final en su totalidad, sino que solo muestra algunos de los personajes.
Tras ser premiada, la obra adquirió rápidamente una gran fama y pronto se comenzaron a distribuir postales del cuadro. En el Museo del Prado se conserva una fotografía obra de J. Laurent de 1887.